# 高田松原運動公園
高田松原運動公園（たかたまつばらうんどうこうえん）は、岩手県陸前高田市にある市営運動公園。
隣接する高田松原津波復興祈念公園と一体化している。なお、都市計画上の名称は高田松原公園であり、高田松原津波復興祈念公園とは別区域の扱いである。

## 概要
元々陸前高田市の沿岸沿いに野球場（旧・高田松原第一球場）などのスポーツ施設があったが、野球場は老朽化が進んでいたため、、2010年4月から1年間にわたり2011年3月15日竣工の予定で改修工事が行われていた。しかし改修竣工記念式を4日後に控えた3月11日、東北地方太平洋沖地震（東日本大震災）による大津波で球場も大規模な水没被害を受け、ナイター照明塔を残して全壊してしまった。
このため、従来の個所での球場の改修・再建を断念し、同年8月に予定されていた日本プロ野球イースタン・リーグ公式戦の開催も見送られた。そこで、これに代わる野球場を沿岸の別の個所、元々住宅街があったところに移設して建設することになり、2020年8月8日に竣工し、市と東北楽天ゴールデンイーグルスがパートナー協定を結んでいたことから、公募も踏まえて「楽天イーグルス奇跡の一本松球場」と命名された。当初は2021年にイースタン・リーグの試合が予定されていたが、新型コロナウイルス感染症（COVID-19）の流行を受けて中止され、改めて2022年6月4日に日程（楽天対巨人）が組まれ、開催された。

## 施設

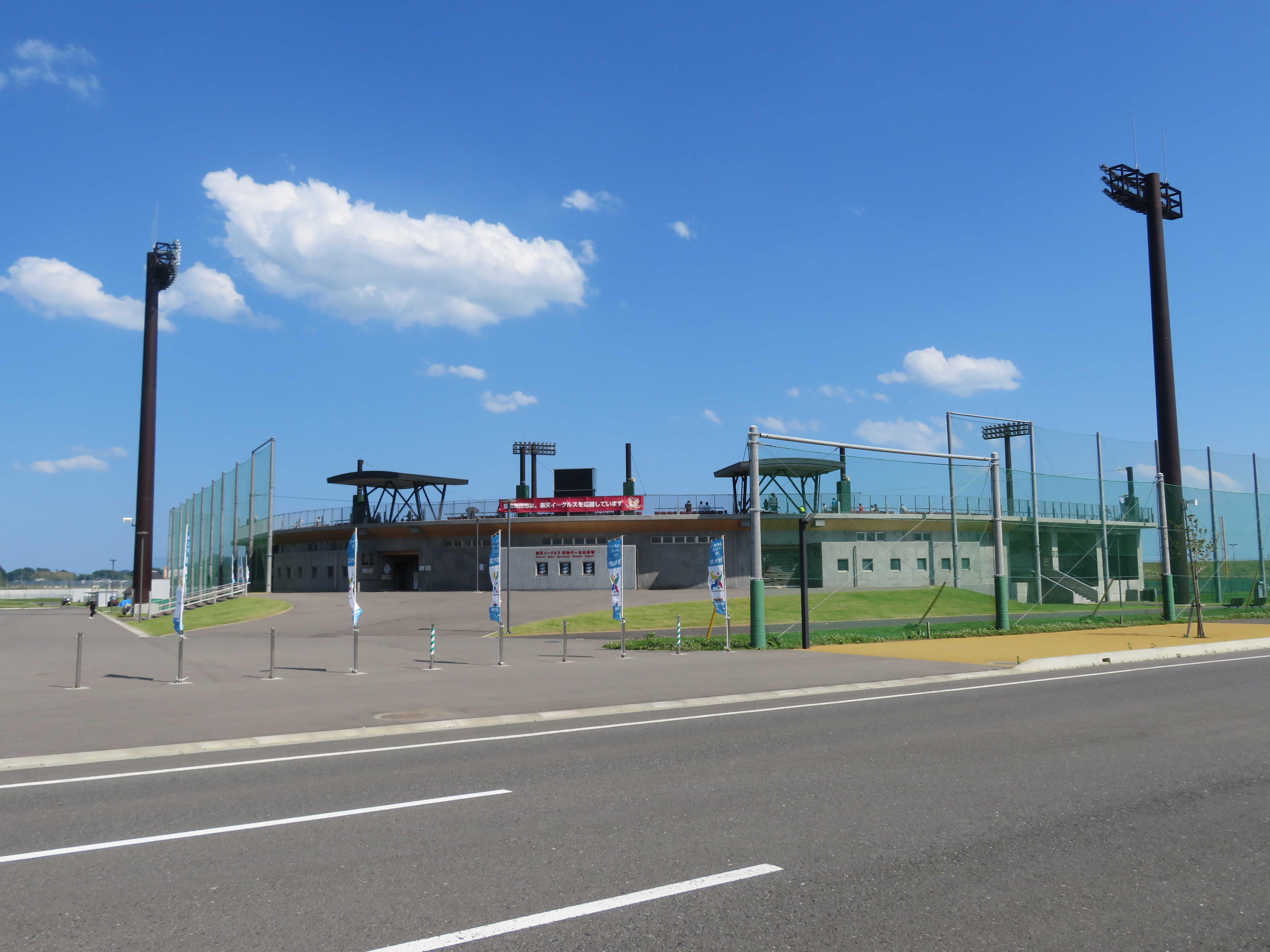
第1野球場（楽天イーグルス奇跡の一本松球場）

- 第1野球場（愛称:「楽天イーグルス奇跡の一本松球場」）　両翼99m、中堅122m、照明塔、電光掲示板、放送室、ロッカールーム他。収容人員4500人（内野1847、外野2641、車いす席12）

東北楽天ゴールデンイーグルスは、2017年に陸前高田市とスポーツ交流活動パートナーを結び、そのパートナー締結に際して新球場の建設が行われる際の愛称として上記を命名した。
- 第2野球場　両翼90m、中堅115m、パネル式スコアボード、屋内練習所
- 第1サッカー場（愛称:「川崎フロンターレ東北のカリフロニアフィールド」）　人工芝球技場（サッカー・ラグビー・アメリカンフットボール・グラウンドゴルフなど対応）

川崎フロンターレは東日本大震災以後、陸前高田市の復興支援のために交流活動を展開し、少年サッカー教室や陸前高田市民らをフロンターレ主催試合に招待するなどの交流を進めており、今回その活動を継続するにあたってのシンボルとして、市民から愛称を募集し、震災による津波で高田高等学校の実習船がカリフォルニア州の海岸に漂着したことから、その船の返還を通して交流を深めていることへのリスペクトを込めたとされる。
- 第2サッカー場　天然芝（サッカー専用）
- 子ども広場
- 多目的広場（天然芝）

## プロ野球開催実績
ファーム
- 2022年6月4日　イ・東北楽天 1-5 巨人 観衆：3,119人
- 2023年7月22日　イ・東北楽天 3-0 ロッテ 観衆：2,670人

## 近接施設
- 高田松原津波復興祈念公園